# Алекса Ђурашевић
Алекса Ђурашевић Црнојевић (умро после 1427), познат и као Љеш Црнојевић, био је владар Паштровића у првој половини 15. века.

## Биографија
Алекса је био млађи син Радича Црнојевића. Заједно са братом Ђурђем владо је Паштровићима (Луштица и брда изнад Котора и Будве) током владавине Балше III Балшића (1403-1421). Ђурашевићи су били огранак породице Калођурађ. Заузимали су високе положаје на двору Балше III. У изворима га по први пут срећемо 1413. године у оснивачкој повељи цркве светог Николе у комплексу манастира Прасквица, заједно са братом Ђурђем и његовим сином. Алекса је узео учешћа у Другом скадарском рату (1419-1423). Након Балшине смрти, земља је припала српском деспоту Стефану Лазаревићу. Алекса и Ђурађ прихватили су његову власт и постали његове војводе. Момчило Спремић је сматрао да су се надали да ће деловати самосталније под Стефаном, него под Балшом. Након неуспешних преговора, Стефан је најпре освојио Дриваст, а Ђурашевићи заузимају Грбаљ и Светомихољску метохију. Након заузећа Бара новембра 1421. године Стефан је закључио шестомесечно примирје са Млечанима. Млетачка република настојала је да Ђурашевиће привуче на своју страну нудећи им Бар и Будву. Ђурашевићи су остали верни српском деспоту. Контолисали су 10 солана у Грбљу у близини Котора. Заједно са братом, Алекса је саградио манастир Ком између 1415. и 1427. године. У њему је и сахрањен. Територија Паштровића је након завршетка рата припала Млетачкој републици.

## Породично стабло
|  |                               |  |  |  |  |  |  |  |  |  |  |  |  |  |  |  |
|  | 16. Илија                     |  |  |  |  |  |  |  |  |  |  |  |  |  |  |  |
|  |                               |  |  |  |  |  |  |  |  |  |  |  |  |  |  |  |
|  |                               |  |  |  |  |  |  |  |  |  |  |  |  |  |  |  |
|  | 8. Ђураш Илијић               |  |  |  |  |  |  |  |  |  |  |  |  |  |  |  |
|  |                               |  |  |  |  |  |  |  |  |  |  |  |  |  |  |  |
|  |                               |  |  |  |  |  |  |  |  |  |  |  |  |  |  |  |
|  | 4. Црноје Ђурашевић           |  |  |  |  |  |  |  |  |  |  |  |  |  |  |  |
|  |                               |  |  |  |  |  |  |  |  |  |  |  |  |  |  |  |
|  |                               |  |  |  |  |  |  |  |  |  |  |  |  |  |  |  |
|  | 2. Радич Црнојевић            |  |  |  |  |  |  |  |  |  |  |  |  |  |  |  |
|  |                               |  |  |  |  |  |  |  |  |  |  |  |  |  |  |  |
|  |                               |  |  |  |  |  |  |  |  |  |  |  |  |  |  |  |
|  | 1. Алекса Ђурашевић Црнојевић |  |  |  |  |  |  |  |  |  |  |  |  |  |  |  |
|  |                               |  |  |  |  |  |  |  |  |  |  |  |  |  |  |  |
|  |                               |  |  |  |  |  |  |  |  |  |  |  |  |  |  |  |
|  | 3. Јелена                     |  |  |  |  |  |  |  |  |  |  |  |  |  |  |  |
|  |                               |  |  |  |  |  |  |  |  |  |  |  |  |  |  |  |
|  |                               |  |  |  |  |  |  |  |  |  |  |  |  |  |  |  |